# Manuel Benza Pflücker
Manuel Germán Benza Pflücker (Lima, 16 de abril de 1944) es un sociólogo, catedrático, periodista, columnista y político peruano. Fue diputado por Lima Metropolitana, durante el periodo parlamentario 1985-1990.

## Biografía
Nació en Lima, Perú, el 16 de abril de 1944, hijo de Manuel Enrique Benza Chacón y de María Luisa Pflücker Valdez. Hizo sus estudios primarios en el Colegio San Patricio del distrito de San Isidro y los secundarios en el Colegio de la Inmaculada de Lima, entre 1955 y 1959.  Estudió Sociología en la Facultad de Ciencias Sociales de la Pontificia Universidad Católica del Perú (1966-1970). Obtuvo una Maestría en Políticas de Desarrollo y Planificación por la Bielefeld University en Alemania. 
Trabajó como asesor en el Fondo Nacional de Propiedad Social (1982-1985) y fue catedrático de la Universidad Nacional José Faustino Sánchez Carrión de Huacho desde el año 2001.

## Vida política
Fue unos de los fundadores del Partido Socialista Revolucionario, junto con Leonidas Rodríguez Figueroa, Enrique Bernales y Arturo Valdés Palacio, aunque terminó desvinculándose de este.
Participó como candidato por la coalición electoral Izquierda Unida en las elecciones parlamentarias de 1985, siendo elegido como diputado del Congreso de la República para el periodo parlamentario (1985-1990).
A través del Frente Amplio, postuló a la Presidencia del Gobierno Regional de Lima en las Elecciones Regionales del 2014,  y como congresista en las elecciones parlamentarias del 2016.
Asimismo, postuló nuevamente al Congreso en las Elecciones Parlamentarias Extraordinarias del 2020 mediante el partido Perú Libre.